# Sonbhadra
Der Distrikt Sonbhadra (Hindi: सोनभद्र जिला Sonbhadra [ˈsoːnbʱʌdrʌ]; Urdu سون بھدرا ضلع), auch Sonebhadra, ist ein Distrikt des indischen Bundesstaats Uttar Pradesh. Verwaltungszentrum ist die Stadt Robertsganj. Seinen Namen trägt der Distrikt nach dem Fluss Son.

## Geografie
Der Distrikt Sonbhadra liegt im äußersten Südosten Uttar Pradeshs an der Grenze zu den vier Nachbarbundesstaaten Bihar, Jharkhand, Chhattisgarh und Madhya Pradesh. Nachbardistrikte sind Mirzapur im Nordwesten, Chandauli im Norden (beide Uttar Pradesh), Kaimur (Bihar) im Nordosten, Garhwa (Jharkhand) im Osten, Surguja (Chhattisgarh) im Süden sowie Singrauli (Madhya Pradesh) im Westen. Der Distrikt Sonbhadra gehört zur Division Mirzapur und ist in die drei Tehsils Dudhi, Ghorawal und Robertsganj unterteilt.

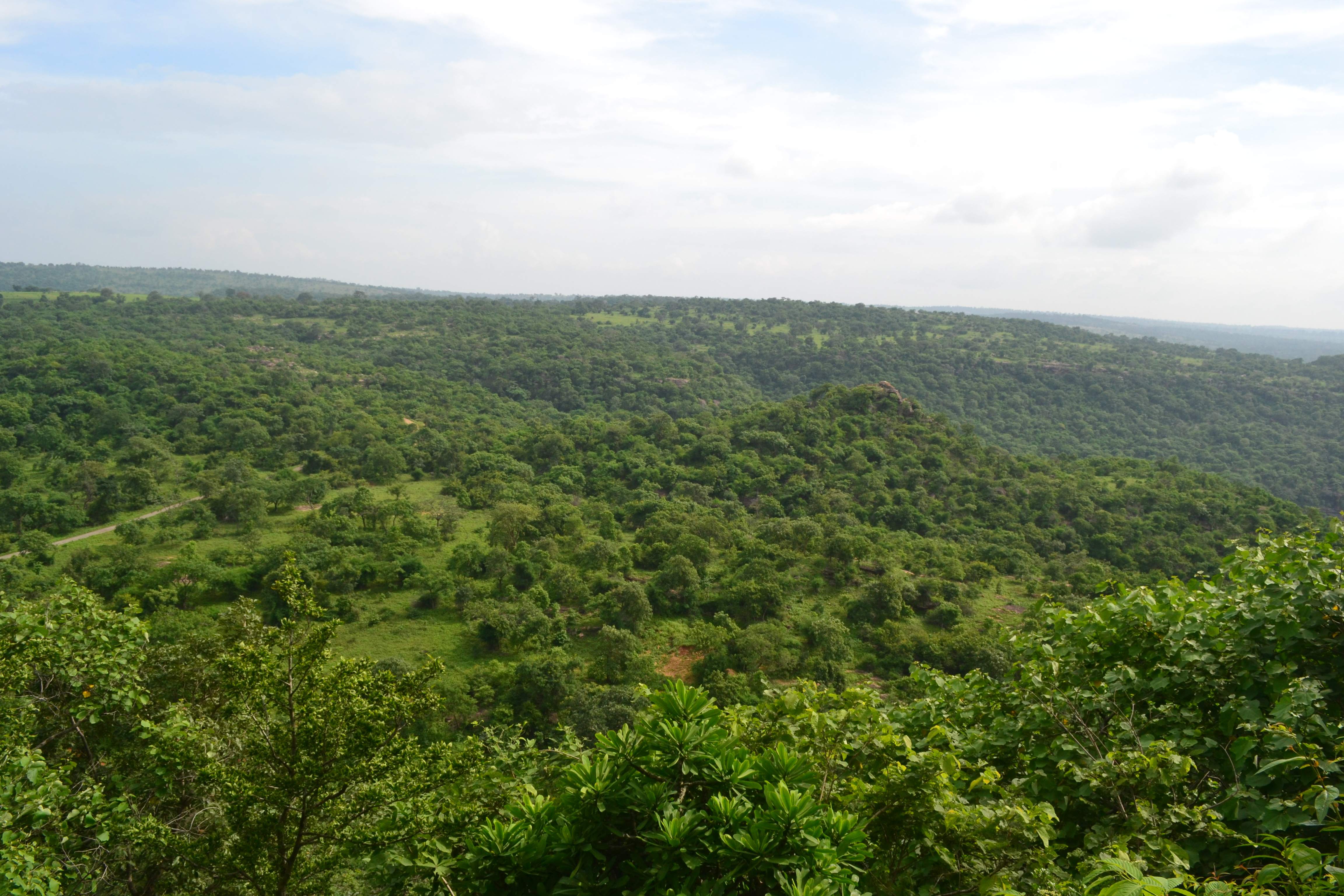
Waldlandschaft in Sonbhadra (Blick von der Festung Vijaygarh)

Mit einer Fläche von 6905 km² ist Sonbhadra der flächenmäßig zweitgrößte Distrikt Uttar Pradeshs. Während der größte Teil Uttar Pradeshs in der Gangesebene liegt, gehört der Distrikt Sonbhadra bereits zum höhergelegenen Vindhya-Plateau. Der nördliche Teil des Distriktgebiets stellt sich als recht ebenes Plateau dar. Südlich davon verläuft die Kaimur-Bergkette quer durch das Distriktgebiet. Nach Süden hin fallen die Kaimur-Berge abrupt in das tief eingeschnittene Tal des Son-Flusses ab, der von Westen nach Osten durch den Distrikt fließt. Das Gebiet südlich des Son ist hügelig und wird vom Rihand, einem Nebenfluss des Son, durchflossen. Durch einen Staudamm ist der Rihand an der Grenze zu Madhya Pradesh Stausee Govind Ballabh Pant Sagar aufgestaut. Mit 468 Quadratkilometern Fläche ist dieser der größte Stausee Nordindiens.
Während das nördliche Plateau landwirtschaftlich genutzt wird, sind die hügeligen Gebiete beiderseits des Son zum Teil noch dicht bewaldet. Insgesamt waren im Jah 2020 etwa 2437 km² (35 Prozent des Distriktgebiets) mit Wald bedeckt.

## Geschichte
Sonbhadra besteht seit 1989 als eigenständiger Distrikt. Zuvor war das Gebiet Teil des Distrikts Mirzapur.

## Bevölkerung
Nach der Volkszählung 2011 hat der Distrikt Sonbhadra 1.862.559 Einwohner. Aufgrund der geografischen Begebenheiten ist der Distrikt weitaus dünner besiedelt als der Rest Uttar Pradeshs: Mit 270 Einwohnern pro Quadratkilometer ist die Bevölkerungsdichte die zweitniedrigste der Distrikte Uttar Pradeshs und liegt weit unter dem Durchschnitt des Bundesstaats von 829 Einwohnern pro Quadratkilometer. Zwischen 2001 und 2011 wuchs die Einwohnerzahl um 24 Prozent. 17 Prozent der Einwohner des Distrikts leben in Städten. Der Urbanisierungsgrad ist damit niedriger als im Durchschnitt des Bundesstaates (22 Prozent). Die Alphabetisierungsquote ist mit 64 Prozent niedrig und liegt noch unter dem ohnehin schon geringen Mittelwert Uttar Pradeshs (68 Prozent).
Im Distrikt Sonbhadra leben nach der Volkszählung 2001 gut 130.000 Angehörige des Adivasi-Volks der Gond. Diese werden in Uttar Pradesh in den Bevölkerungsstatistiken allerdings nicht als Stammesvolk (scheduled tribe), sondern als niedere Kaste (scheduled caste) gezählt. Anders als andere Gond-Gruppen haben die Gonds in Sonbhadra ihre eigene Sprache aufgegeben und sprechen die Mehrheitssprache Hindi.
Unter den Einwohnern des Distrikts Sonbhadra stellen Hindus nach der Volkszählung 2001 mit 94 Prozent die große Mehrheit. Daneben gibt es eine kleine muslimische Minderheit von etwas über fünf Prozent.

## Wirtschaft
Im Distrikt finden sich mehrere große Staudämme und Kraftwerke. Zu ersten zählen die Rihand-Talsperre (300 MW Leistung) und der Obra-Damm (99 MW). Zu letzteren zählen die thermischen Kraftwerke bei Obra (1550 MW), Anpara (1630 MW), Shaktinagar (2000 MW) und Bijpur (3000 MW).

## Städtische Siedlungen
| Stadt        | Einwohner (2001) |
| ------------ | ---------------- |
| Anpara       | 22.385           |
| Bijpur       | 9.232            |
| Chopan       | 12.131           |
| Churk Ghurma | 8.685            |
| Dudhi        | 11.606           |
| Ghorawal     | 6.478            |
| Jamshila     | 10.270           |
| Khariya      | 9.836            |
| Kota         | 13.544           |
| Obra         | 52.398           |
| Parasi       | 21.203           |
| Pipri        | 13.213           |
| Renukoot     | 53.524           |
| Robertsganj  | 32.209           |